# Maria – Nur die Nacht war Zeuge
Maria – Nur die Nacht war Zeuge ist ein deutsch-italienisches Filmdrama aus dem Jahre 1976 von Ernst Hofbauer.

## Handlung
Panos, ein Grieche und Taxifahrer mit Wurzeln in Neapel (Italien), und seine Frau Maria, eine Kellnerin aus Deutschland, sind gemeinsam nach Mykonos ausgewandert, um sich dort eine Existenz aufzubauen. Maria, die in einem Lokal arbeitet, wird eines Nachts, als sie die Pinte abschließen will, von einer Rockergang, deren Anführer der skrupellose Drogendealer Bernd ist, überfallen und in der Lokalität brutal vergewaltigt – erst von Bernd, dann von einem Drogensüchtigen namens Stavros, der, um ihm das „Schwulsein“ auszutreiben, von Bernd & Co. zum Sex mit Maria gezwungen wird. Als Panos vorbeikommt, um seine Frau abzuholen, kann sie ihm nicht öffnen und auch nicht um Hilfe rufen, da die Gangster sie im Lokal fest- und ihren Mund zuhalten und obendrein ein Messer an ihrer Kehle sitzt. Panos nimmt daher an, dass sich seine Frau herumtreibt und zieht erst einmal ab. Anschließend wird Maria völlig verstört in der Nacht von der Polizei aufgelesen.
Nachdem sie bei der Polizei ausgesagt hat, kehrt Maria spät in der Nacht zu Panos heim, doch der prügelt sie selbst erst einmal, weil er glaubt, dass seine Frau sich herumtreibt. Dann setzt er, ganz verblendeter Macho, Maria kurzerhand vor die Tür. Marias mutmaßliches Verhalten, ihr angenommenes „Fremdgehen“, hat ihn in seiner „Südländer-Ehre“ tief verletzt. Daraufhin zieht Maria aus der Wohnung aus und sucht Unterschlupf bei einer Freundin. Als Panos durch die Polizei von den wahren Vorgängen erfährt, sinnt er auf Rache und will Bernd und dessen Rockergang in seinem Treffpunkt stellen. Es kommt zu einer Prügelei, bei der Panos angesichts der Übermacht den Kürzeren zieht und anschließend stark lädiert drei Tage lang das Krankenhausbett hüten muss. Dennoch kann man nun Bernd und Stavros an den Kragen, denn nun sind die beiden Haupttäter bekannt. Die beiden Vergewaltiger werden verhaftet und vor Gericht gestellt. Doch der Prozess erfährt eine Wendung, denn Bernd, der aus wohlhabender Familie stammt, hat einen guten Verteidiger an seiner Seite, der Maria mit seinen Fragen verunsichert und den Rockeranführer freipaukt. Maria muss derweil erfahren, dass sie – sie nimmt an: vom Vergewaltiger – schwanger ist. Sie ist am Boden zerstört. Panos, außer sich vor Hass, nimmt nun blutige Rache an den Tätern …

## Produktionsnotizen
Maria – Nur die Nacht war Zeuge, gelegentlich auch als Maria – Nur die Nacht war ihr Zeuge geführt, wurde 1976 gedreht und fand seine Uraufführung am 23. Februar 1980 in Italien. In der Bundesrepublik wurde der Film 1986 ausschließlich auf Video veröffentlicht.
August Rieger verfasste das Drehbuch unter Pseudonym.

## Kritiken
Das Lexikon des Internationalen Films konstatierte: „Problemfilm-Ausflug des ‚Schulmädchen-Report‘-Regisseurs Hofbauer.“

## Einzelnachweis
1. ↑  Maria – Nur die Nacht war Zeuge. In: Lexikon des internationalen Films. Filmdienst, abgerufen am 11. Januar 2018.